# Sony Xperia Z1
Sony Xperia Z1 (модель C6903, L39h) — смартфон компании Sony, выпущенный в линейке Z под брендом Xperia. Был представлен на выставке IFA 2013 в Берлине 4 сентября 2013 г. Начало продаж — октябрь 2013. На момент выпуска позиционировался Sony как флагман компании. Как и его предшественник, Sony Xperia Z, Xperia Z1 является водо- и пыленепроницаемым, но уже по стандарту IP55 / IP58. Ключевым моментом Z1 является 20,7-мегапиксельная камера в паре с внутренним объективом G Lens Sony и её алгоритмом обработки изображений BIONZ. Кроме того, смартфон поставляется с новым пользовательским интерфейсом Sony.

## Внешнее оформление
Дизайн модели схож с дизайном предшественника, продолжая развитие концепции OmniBalance, но так же есть и существенные отличия. Рамка смартфона теперь сделана не из прорезиненного пластика, а выточена из цельного бруска алюминия. Разъем для наушников лишился защитной заглушки, что сделало удобнее его использование. Смартфон доступен в чёрном, белом, и фиолетовом вариантах. Диагональ экрана составляет 5 дюймов, а размеры — 144 × 74 мм при толщине 8,5 мм.

## Технические данные

### Аппаратное обеспечение
Смартфон получил новый четырёхъядерный процессор Qualcomm Snapdragon 800 (модель MSM8974) с тактовой частотой 2,2 Ггц, а также графический ускоритель Qualcomm Adreno 330. В смартфоне установлено 2 Гб оперативной памяти и 16 Гб флеш-памяти, из которых пользователь может использовать 12 Гб. Кроме того, имеется возможность установки карт памяти microSD до 128 Гб включительно. Экран 5 " FullHD выполнен по технологии TFT с разрешением 1920×1080 и плотностью 441 ppi. Ёмкость аккумулятора составляет 3000 мА*ч. Режим STAMINA позволяет экономить расход энергии аккумулятора путём отключения некоторых функций и приложений при отключении экрана.

### Программное обеспечение
Операционной системой Sony Xperia Z1 является Android версии 4.2.2 «Jelly Bean» с пользовательским интерфейсом от Sony — «Xperia Home». В декабре 2013 года было представлено обновление Android до версии 4.3, а в конце марта 2014 года смартфон обновился до версии 4.4.2 «KitKat». В середине Апреля 2015 года смартфон обновился до версии 5.0.2 «Lollipop». В сентябре 2015 года смартфон обновился до версии 5.1.1 «Lollipop».

## Обзоры
- Полный обзор Sony Xperia Z1: многомегапиксельный флагман Sony на Hi-Tech.Mail.ru
- Обзор смартфона Sony Xperia Z1 на Mobile-Review.com
- Обзор смартфона Sony Xperia Z1 на Mobillife.by